# Kennemerland
Kennemerland je regija v nizozemski provinci Severna Holandija, ki meji na Zahodno Frizijo na severu, Waterland in Amstelland na vzhodu, Bollenstreek na jugu in Severno morje na zahodu.

## Zgodovina
Ime Kennemerland prihaja iz Kennehim ali Kinnin, bolj moderno "Kinheim". O izvoru imena so mnenja deljena. Nekateri mejo postavljajo na nekdanje ustje reke IJ med Heemskerkom in Castricumom , drugi mejo postavljajo bolj proti severu, predvsem območje okoli Hargena in Schoorla. Pred regijo in grofijo je bilo območje del kraljestva Frizijcev. Tu je bil pred in v rimskih časih gozd Baduhenna. 

### Rimski časi
Leta 28 AD so Frizijci v okviru upora Frizijcev proti Oleniju , guvernerju Rimskega cesarstva uničili rimsko trdnjavo Castellum Flevum. V gozdu Baduhenna ("apud lucum quem Baduhennae vocant") so bili Rimljani, ki so prejeli okrepitve iz trdnjave Noviomagus (Nijmegen), pozneje močno poraženi v (Bitki v Baduhenskem gozdu).

### Srednji vek
Kennemerland je bil kot Kinhem v zgodnjem srednjem veku okrožje v Friziji zahodno od Vlie (pod  frankovskim obdobjem vladavine). Od 8. stoletja je območje spadalo pod okrajnega grofa, ki je predstavljal frankovskega kralja in je bil odgovoren za sodstvo, zbiranje denarja, vzdrževanje reda ter klicanje in vodenje obveznikov.
Grof Viljem II. je dal zgraditi Torenburg ob edini dostopni cesti na meji Kennemerlanda in Zahodne Frizije . Od približno leta 1254 je postala rezidenca sodnega izvršitelja Kennemerlanda.
Urad sodnega izvršitelja Kennemerlanda je vzpostavil grof Floris V. Holandski kot del grofije Holandije in je obsegal približno 20  gospostev . 
V 13. stoletju so Kennemerci želeli več neodvisnosti. To je pripeljalo do Kennemerskega upora leta 1272 . Grof Floris V. (1254 - 1296), grof Holandije in Zeelanda od leta 1266, je upor zadušil, vendar jim je leta 1274 podelil deželne pravice iz strahu, da bi se združili s sovražnimi Zahodnimi Frizijci.
To se je zgodilo leta 1492. Rezultat je bila vstaja v Kennemerlandu: Upor sira in kruha. Uporniki so zavzeli Haarlem in napredovali proti Leidenu, a jih je na pokopališču Heemskerka posekala na hitro sestavljena vojska nemških plačancev.

## Občine v Kennemerlandu danes

### Severni Kennemerland
- Alkmaar (delno tudi v Zahodni Friziji )
- Dijk en Waard (območje nekdanje občine Heerhugowaard ) (v celoti se nahaja v Zahodni Friziji )
- Bergen (vključno z Egmondom, nekdanjim sedežem grofov Holandskih)
- Castricum
- Heiloo
- Uitgeest

### Middle Kennemerland (ustje reke IJ)
- Beverwijk
- Heemskerk
- Velsen

### Južni Kennemerland
- Bloemendaal s Thijsse's Hofom (Thijssejevim vrtom ), vrtom za divje živali z avtohtonimi rastlinami Južne Kennemerlande.
- Haarlem (prestolnica Severne Nizozemske)
- Haarlemmermeer
- Heemstede
- Zandvoort